# Landkreis Freudenstadt
Landkreis Freudenstadt er målt på indbyggertal , den næstmindste Landkreis i den tyske delstat Baden-Württemberg (mindre er kun Hohenlohekreis). Den hører til Region Nordschwarzwald i Regierungsbezirk Karlsruhe. Landkreis Freudenstadt grænser mod vest til Ortenaukreis, i nordvest til Landkreis Rastatt, mod nord til Landkreis Calw, i øst til Landkreis Tübingen og Zollernalbkreis og mod syd til Landkreis Rottweil. 62 procent af befolkninger er protstanter.

## Geografi
Hovedparten af Landkreis Freudenstadt ligger i det nordlige Schwarzwald. Kun mod øst hører enkelte landsbyer til landskabet Gäu og i sydøst enkelte til Albvorland. Her løber floden Neckar på en kort strækning i landkreisen.

## Byer og kommuner
Kreisen havde 117935 indbyggere pr. 2018-12-31

| Byer 1. Alpirsbach (6304) 2. Dornstetten (8061) 3. Freudenstadt, Große Kreisstadt (23442) 4. Horb am Neckar, Große Kreisstadt (25135) Verwaltungsgemeinschaften og kommunesamarbejder 1. Byen "Dornstetten" og kommunerne Glatten, Schopfloch og Waldachtal 2. Byen Freudenstadt og kommunerne Bad Rippoldsau-Schapbach og Seewald 3. Byen Horb am Neckar og kommunerne Empfingen und Eutingen og Gäu 4. Pfalzgrafenweiler og kommunerne Grömbach og Wörnersberg | Kommuner 1. Bad Rippoldsau-Schapbach (2041) 2. Baiersbronn (14592) 3. Empfingen (4038) 4. Eutingen im Gäu (5743) 5. Glatten (2406) 6. Grömbach (633) 7. Loßburg (7442) 8. Pfalzgrafenweiler (7140) 9. Schopfloch (2569) 10. Seewald (2134) 11. Waldachtal (6029) 12. Wörnersberg (226) |

## Literatur
- Das Land Baden-Württemberg – Amtliche Beschreibung nach Kreisen und Gemeinden (in acht Bänden); Hrsg. von der Landesarchivdirektion Baden-Württemberg; Band V: Regierungsbezirk Karlsruhe; Stuttgart 1976, ISBN 3-17-002542-2